# Draba altaica
Draba altaica là một loài thực vật có hoa trong họ Cải. Loài này được (C.A.Mey.) Bunge mô tả khoa học đầu tiên năm 1841.